# SouMa
SouMaは立体切り絵作家。島根県松江市出身。

## プロフィール
1枚の紙を切り抜いて作品を作る立体切り絵作家。
出身地である松江市の観光大使に就任している。

## 出演
- 大阪ほんわかテレビ（読売テレビ）2022年7月1日
- ザワつく！金曜日（朝日放送）2022年4月8日
- シューイチ（日本テレビ）2022年2月27日
- ヒルナンデス（日本テレビ）2022年2月14日
- めざまし8（フジテレビ）2021年12月14日
- 7.2新しい別の窓#45（ABEMA TV）2021年12月5日
- ノンストップ！（フジテレビ）2021年11月30日
- アッコにおまかせ！（TBSテレビ）2021年9月12日
- なまラテ（山陰放送）2020年8月11日
- みみよりライブ 5up!（広島ホームテレビ）2020年7月31日
- 林先生の初耳学（毎日放送）2019年7月14日
- よじごじdays（テレビ東京）2019年3月8日
- 特集山陰イマ人（山陰放送）2019年1月2日
- テレポート山陰（山陰放送）2018年7月17日
- nextクリエイターズ（日本テレビ）2018年1月18日
- おはよう朝日です（朝日放送）2017年11月23日
- オーラルジョブズ（スペースシャワーTV）2017年10月毎月曜4週間
- 採用！フリップNEWS（中京テレビ）2017年6月13日
- ちちんぷいぷい（毎日放送）2017年5月18日
- 王様のブランチ（TBSテレビ）2017年1月28日
- 1Hセンス（フジテレビ）2016年9月25日
- イチゲンさん（TV東京）2016年8月27日
- スイッチ（東海テレビ）2016年8月2日
- oha!4 NewsLive（日本テレビ）2016年6月30日
- スッキリ!!（日本テレビ）2016年6月29日
- ノンストップ（フジテレビ）2016年6月21日
- あさチャン（TBSテレビ）2016年6月20日
- 新・情報7daysニュースキャスター（TBSテレビ）2016年6月18日
- AbemaPraime（テレビ朝日）2016年6月17日
- 日本経済新聞全国版に記事掲載2016年6月17日
- イチゲンさん（テレビ東京）2016年6月12日
- 日経スペシャル夢織人 （テレビ大阪、BSフジ）2016年1月9日
- ZIP!す・またん! （讀賣テレビ）2015年11月13日
- ぎゃっぷ人 （日本テレビ）2015年10月19日
- 行列のできる法律相談所 （日本テレビ）2015年9月20日
- NEWS ZERO （日本テレビ）2015年9月12日
- Ｎスタ （TBSテレビ）2015年8月18日
- モーニングCROSS （東京MXテレビ）2015年8月4日
- テレポート山陰 （山陰放送）2015年7月30日
- Ｎスタ （TBSテレビ）2015年6月1日
- 知っとこ （毎日放送）2014年10月11日
- 大阪ほんわかテレビ （読売テレビ）2014年8月31日
- LIFE〜夢のカタチ〜 （朝日放送）2014年3月15日

## 個展、企画展
- 個展＠カラコロ工房「リニューアル記念凱旋　SouMaの世界展」2024年12月7日～2025年1月13日
- 個展＠堺タカシマヤ60周年記念「SouMaの立体切り絵アート展」2024年10月2日～10月14日
- 個展＠美術館あーとあい・きさ「立体切り絵作家SouMaの世界展」2024年7月20日～8月31日
- 個展＠佐賀県立美術館「立体切り絵　SouMaの世界展」2024年7月4日～8月4日
- 個展＠みやざきアートセンター「立体切り絵SouMaの世界展」2023年3月25日～5月7日
- 個展＠仁摩サンドミュージアム「1枚の紙からの切り絵 SouMa個展」2023年3月4日～6月25日
- 個展＠蘭島閣美術館「奇跡の立体切り絵　SouMaの唯一無二の世界」2022年10月29日～12月19日
- 個展＠大阪ミライエギャラリー 2022年7月2日～7月3日
- 作品展＠イオンモール日吉津「立体切り絵の世界展」2021年12月10日～2021年12月12日
- 企画展＠大丸ミュージアム京都 2021年9月8日～2021年9月28日
- 作品展＠国立病院機構松江医療センター 2021年4月12日～2021年4月26日
- こだわりのモノづくり～超絶技巧の世界～＠目黒雅叙園東京 2021年3月21日～5月23日
- 作品展＠イオンモール出雲「SouMa作品展」2020年12月11日～12月17日
- 作品展＠イオン松江ショッピングセンター「SouMa作品展」2020年11月25日～11月30日
- 個展＠ウッドワン美術館「カミワザ立体切り絵　SouMaの美しき世界展」2020年7月10日～8月30日
- 大賞展＠豊中市立文化芸術センター「第一回全日本芸術公募展大賞展」2019年7月26日～2019年7月27日
- 個展＠東京ドームAaMo（Japan）「カミワザ！驚異の立体切り絵展」2019年3月8日～2019年3月31日
- 個展＠FLORE(Japan)「白の世界展」2018年11月16日〜11月18日
- 個展＠八大画廊(China)「立体切り絵作家　SouMa展　Minimal Excellence」　2018年8月3日～9月3日
- 個展＠仁摩サンドミュージアム(Japan)「立体切り絵作家　SouMa展」　2018年7月7日～9月2日
- 個展＠佳想安善美術館（China）「白の宇宙（せかい）展　Minimal Excellence」　2018年6月22日～7月5日
- 個展＠東京国際フォーラム「SouMa展」　2018年4月12日～2018年4月15日
- 個展＠安来市加納美術館「白の宇宙（せかい）展」　2017年7月15日～ 9月18日
- 個展＠中野ブロードウェイ「リトルハイ」　2017年4月28日～2017年5月8日
- 個展＠一畑百貨店　2017年3月16日～2017年3月22日
- 個展＠東急百貨店渋谷本店　2017年2月16日～2017年2月20日
- 個展＠日本橋三越本店　2017年1月17日～2017年1月23日
- ART展＠サンルートプラザ東京　2017年1月13日～2017年3月17日
- 神の手ニッポン展（あべのハルカス近鉄）2017年1月2日～2017年1月9日
- 個展＠松坂屋名古屋店　2016年11月23日～2016年11月28日
- 企画展＠大丸百貨店梅田店　2016年9月28日～2016年10月3日
- 企画展＠東急百貨店渋谷本店　2016年9月8日～2016年9月14日
- 神の手ニッポン展（みやざきアートセンター）2016年9月10日～2016年10月10日
- 神の手ニッポン展（名古屋テレピアホール）2016年7月8日～2016年9月4日
- 個展＠神戸北野ギャラリーモダーン　2016年8月10日～2016年8月12日
- 個展＠中野ブロードウェイ「リトルハイ」2016年6月10日～2016年6月26日
- 個展＠表参道「ギャラリー　GARO」2016年4月24日～2016年4月25日
- 神の手ニッポン展 （高知県立美術館）2016年4月9日～2016年5月29日
- 神の手ニッポン展 （新潟三越）2016年1月2日～2016年1月17日
- 松江「彩雲堂」個展　2015年11月
- 京都「リフレイン」個展　2015年11月
- 神の手ニッポン展 （目黒雅叙園）2015年5月29日～2015年6月28日
- 個展＠大阪　2015年10月16日～2015年10月19日

## 出版物
ジュエリー＆アクセサリー図案集　産業編集センター刊　2017年2月20日初版　1,400円＋消費税
はじめてでもできる立体切り絵　産業編集センター刊　2016年4月20日初版　1,400円＋消費税

## 所属エージェント
WKHソリューションズ
代表兼プロデューサー　Kimihiro Hamaguchi